# Mady Christians

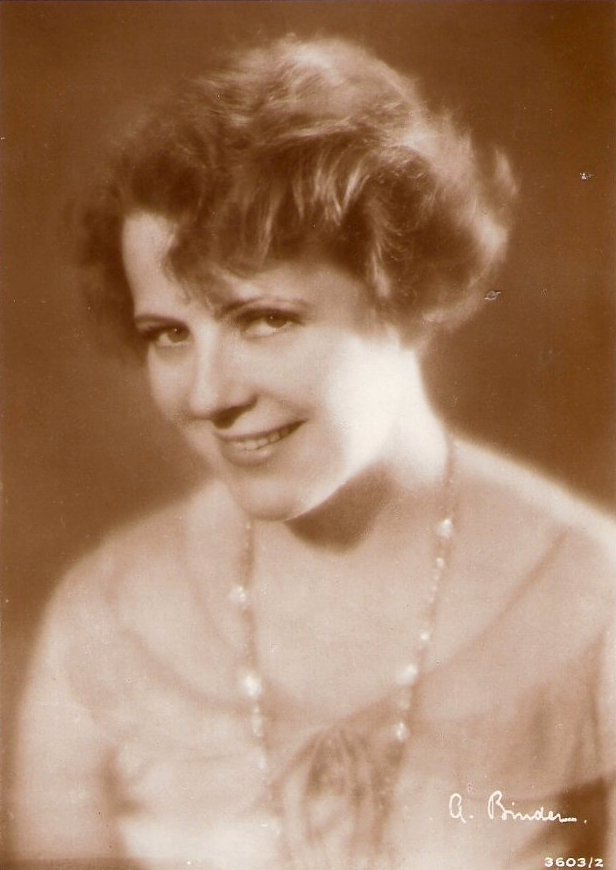
Mady Christians fotografiada en 1928 por Alexander Binder

Marguerita Maria "Mady" Christians (19 de enero de 1892 – 28 de octubre de 1951) fue una actriz teatral y cinematográfica austriaca, y que en los Estados Unidos fue incluida en la lista negra en la época del Macarthismo.

## Biografía
Nacida en Viena, Austria, su padre era Rudolph Christians, actor fallecido durante la producción de la película de Erich von Stroheim  Esposas frívolas, y que tuvo que ser reemplazado por Robert Edeson, un intérprete de gran parecido físico. Su familia fue a Berlín cuando ella tenía un año de edad, y a Nueva York en 1912. Cinco años más tarde, por culpa de la Primera Guerra Mundial, la familia fue considerada « indeseable » a causa de sus orígenes, motivo por el cual volvieron a Europa, estableciéndose en Berlín, donde estudió con Max Reinhardt. Antes, en 1916, había hecho su debut cinematográfico interviniendo en una película muda estadounidense.
Christians actuó en diversas cintas europeas, la mayoría alemanas. En 1929 protagonizó el primer film totalmente sonoro realizado en Alemania, Dich hab ich geliebt
En 1933, con la llegada del nazismo, volvió a los Estados Unidos (su madre era judía). Como actriz teatral en Broadway trabajó en un total de doce obras, entre las mismas la de Lillian Hellman Watch on the Rhine. Ella originó el papel del título en la pieza de 1944 I Remember Mama. Sus últimos papeles cinematográficos tuvieron lugar en las cintas All My Sons, basada en la obra de Arthur Miller, y Letter from an Unknown Woman, ambas estrenadas en 1948.
Más adelante también trabajó en tres series televisivas, emitidas en 1949 y 1950.
Mady Christians falleció a causa de una hemorragia cerebral en 1951 en Norwalk, Estados Unidos. Fue enterrada en el Cementerio Ferncliff de Hartsdale, Nueva York.

## Filmografía

### Periodo europeo (selección)

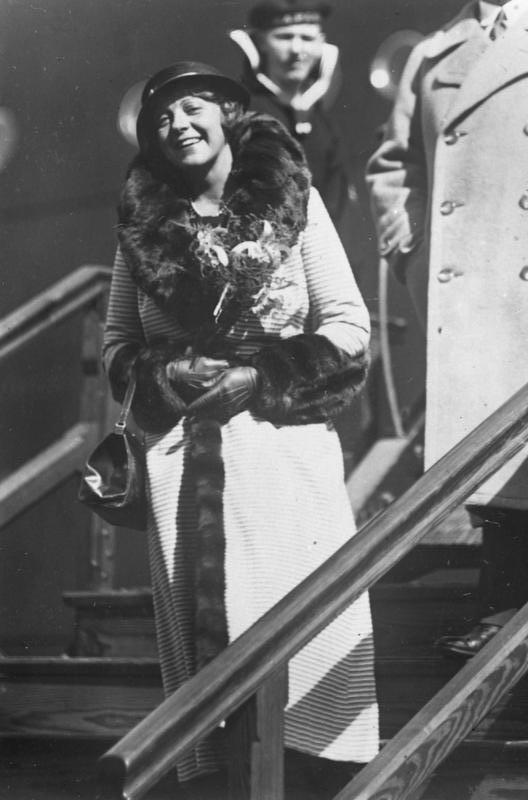
Mady Christians en 1931

Películas alemanas, salvo mención contraria
- 1917 : Die Krone von Kerkyra - Liebe und Haß einer Königstochter, de Friedrich Zelnik
- 1918 : Frau Marias Erlebnis, de Alfred Halm
- 1918 : Nachtschatten, de Friedrich Zelnik
- 1918 : Die Dreizehn, de Alfred Halm
- 1921 : Der Mann ohne Namen, de Georg Jacoby
- 1922 : Das Weib des Pharao, de Ernst Lubitsch
- 1923 : Eine Glass Wasser, de Ludwig Berger
- 1923 : Die Buddenbrooks, de Gerhard Lamprecht
- 1923 : Der Verlorene Schuh, de Ludwig Berger
- 1924 : Mikaël, de Carl Theodor Dreyer
- 1924 : Die Finanzen des Großherzogs, de Friedrich Wilhelm Murnau
- 1924 : Mensch gegen Mensch, de Hans Steinhoff
- 1925 : El sueño de un vals (Ein Walzertraum), de Ludwig Berger
- 1925 : Die Verrufenen, de Gerhard Lamprecht
- 1925 : Der Farmer aus Texas, de Joe May
- 1926 : Nanette macht alles, de Carl Boese
- 1926 : Die Königin von Moulin Rouge, de Robert Wiene (film austriaco)
- 1927 : Der Sohn der Hagar, de Fritz Wendhausen
- 1927 : Königin Luise, dos partes, de Karl Grune
- 1928 : Das Brennende Herz, de Ludwig Berger
- 1928 : Le Duel, de Jacques de Baroncelli (film francés)
- 1928 : Eine Frau von Format, de Fritz Wendhausen
- 1929 : The Runaway Princess, de Anthony Asquith y Fritz Wendhausen (film germano-británico)
- 1932 : Der Schwarze Husar, de Gerhard Lamprecht
- 1933 : Salon Dora Green, de Henrik Galeen
- 1933 : Ich und die Kaiserin, de Friedrich Hollaender

### Periodo estadounidense (integral)
- 1916 : Audrey, de Robert G. Vignola
- 1934 : A Wicked Woman, de Charles Brabin
- 1935 : Escapade, de Robert Z. Leonard
- 1935 : Ship Cafe, de Robert Florey
- 1936 : Rivales, de Howard Hawks y William Wyler
- 1937 : Seventh Heaven, de Henry King
- 1937 : Heidi, de Allan Dwan
- 1937 : The Woman I Love, de Anatole Litvak
- 1943 : Tender Comrade, de Edward Dmytryk
- 1944 : Address Unknown, de William Cameron Menzies
- 1948 : All My Sons, de Irving Reis
- 1948 : Letter from an Unknown Woman, de Max Ophüls

## Teatro
Piezas representadas en Broadway
- 1933 : A Divine Drudge, de Vicki Baum y John Golden, con Walter Abel, Josephine Hull y Victor Kilian
- 1936 : Alice Takat, de José Ruben, con John Emery y Lloyd Gough
- 1938 : Save Me the Waltz, de Katharine Dayton, con Leo G. Carroll, John Emery, Laura Hope Crews, George Macready y Jane Wyatt
- 1938 : Heartbreak House, de George Bernard Shaw, producción de John Houseman y Orson Welles, escenografía de este último, con George Coulouris, Vincent Price, Erskine Sanford y Orson Welles
- 1938-1939 : Hamlet, de William Shakespeare, producción de Maurice Evans, con Alexander Scourby, Rhys Williams y Maurice Evans
- 1939 : Enrique IV, 1.ª parte, de William Shakespeare, producción de Maurice Evans, con Edmond O'Brien, Alexander Scourby, Rhys Williams y Maurice Evans
- 1940 : Return Engagement, de Laurence Riley, con Bert Lytell y Alex Nicol
- 1941 : The Lady who came to stay, de Kenneth White, con Mildred Natwick
- 1941-1942 : Watch on the Rhine, de Lillian Hellman, música de Paul Bowles, escenografía de Herman Shumlin, con Ann Blyth, George Coulouris, John Davis Lodge, Paul Lukas y Lucile Watson
- 1944-1946 : I Remember Mama, de John Van Druten a partir de la novela Mama's Bank Account de Kathryn Forbes, producción de Richard Rodgers y Oscar Hammerstein II, con Marlon Brando y Oscar Homolka
- 1947 : Message for Margaret, de James Parrish, escenografía de Elliott Nugent, con Miriam Hopkins
- 1949-1950 : El padre, de August Strindberg, adaptación de Robert L. Joseph, escenografía de Raymond Massey, con Grace Kelly y Raymond Massey